# 冷知識
冷知識（trivia），又稱為小知識，指的是一般被認為價值相對不高、瑣碎、龐雜的資訊或知識，或許饒富趣味、並且隨時充斥在我們的生活周遭，卻鮮為人注意，冷知識包含自然科學、社會科學、心理學等。
冷知識的相關英語詞來自拉丁文的trivium（复數：trivia），意指「三叉路」。在古羅馬的都市中，因三叉路隨處可見，便引申為「到處都有的地點」、「司空見慣的場所」，後來才轉變為意指那些無價值、瑣碎的事情。此外，在中世紀的博雅教育中最基本的三藝（語法、修辭、邏輯）稱為trivia，是trivium的複數形，亦由此衍生出「因基本而顯得微不足道」之意。該字的形容詞為trivial，在數學裡為「不證自明的」，因此亦會用來指那些極為基本且明顯的情況。
在日本，冷知識也稱為「豆知識」。有關冷知識的電視節目，有日本富士電視台《小知識之泉》（亦稱《瑣事之泉》）、台灣東風衛視《冷知識轟趴》與香港亞洲電視本港台《冷知識衝動》等。